# Mocsári Erika
Mocsári Erika,  írói álneve Evelyn Marsh (1933 – 2012. október 6.), magyar író, újságíró.

## Élete
Közgazdasági egyetemet végzett, és újságíróként kezdett el dolgozni. A HVG alapítói közé tartozott, az Egyperces rovat elindítója, több száz villáminterjú fűződik nevéhez.
Az újságírástól való visszavonulása után sem hagyta abba az írást.
Három évig férjével (toxikológus professzor) Etiópiában élt, így a legtöbb regénye Afrikában játszódik. Nagy sikerű író, közel hatvan bűnügyi regénye jelent meg.
Férje után egy búvárbalesetben fiát is elveszítette.

## Művei
- 1. Lázálom (1987)
  2. Hideg ölelés (1988)
  3. A kábulat ára (1988)
  4. A rém (1988)
  5. A sejtsebész titka (1989)
  6. Halál a műtőasztalon (1989)
  7. A különös sziget – kisregény     (1989)
  8. A szanatórium rejtélye (1990)
  9. Halálos dózis (1990)
  10. A Siva ölelése (1990)
  11. Afrodité sikolya (1990)
  12. A pokol tornáca (1991)
  13. A titokzatos kövek (1991)
  14. Lopakodó halál (1991)
  15. Rémület a katedrálisban (1992)
  16. Gyilkosság a Tivoliban (1992)
  17. Torkodból a sikoly (1992)
  18. Holttest a sziklákon (1992)
  19. A hallgatag yakuza – kisregény (1992)
  20. A kétarcú gyilkos (1993)
  21. A halál csak egyszer csenget (1993)
  22. Vihar a kórház felett (1993)
  23. A sirályok repülnek (1994)
  24. Az áldozat     nem beszél – kisregény (1994)
  25. Az álarc lehull (1994)
  26. Túlélés (1994)
  27. Rettegés (1994)
  28. A csapda (1995)
  29. A műtét (1995)
  30. Halálos ragyogás (1995)
  31. Ne add könnyen az életed (1996)
  32. Őrjítő szenvedély (1996)
  33. Fény és árnyék (1996)
  34. A gyógyító Buddha (1997)
  35. Krízis a kórházban (1997)
  36. Mindhalálig (1999)
  37. Végzetes találkozás (1998)
  38. A máltai orvos (1999)
  39. Az orvosi eskü (1999)
  40. Az ártatlanság (2000)
  41. Menekülés (2000)
  42. Krétakör (2001)
  43. Vágyakozás (2001)
  44. Sirokkó (2002)
  45. Káprázat (2002)
  46. Szembesülés (2003)
  47. Álom vagy valóság (2004)
  48. Könyörtelenül (2004)
  49. A sors játéka (2005)
  50. Hamis játszma (2006)
  51. A félelem árnyékában (2007)
  52. A krétai szerető (2007)
  53. Édeskeserű igazság (2008)
  54. Az olajfák árnyékában (2009)
  55. Miért?! (2010)
  56. Szicíliai harangszó (2010)
  57. Áruló nyomok (2010)
  58. Nincs visszaút (2010)
  59. Suttogó sziklák (2011)
  60. A félelem vására (2011)